# Клаузер, Маркус
Маркус Клаузер (нем. Markus Klauser; 4 апреля 1958) — швейцарский шахматист, международный мастер (2004). Тренер ФИДЕ (2020).
Чемпион Швейцарии 1986 года.
В составе национальной сборной участник 2-го командного чемпионата мира среди молодёжи до 26 лет (1980) в г. Мехико (играл на 2-й запасной доске, команда заняла 13-е место).
По состоянию на апрель 2021 года занимал 16-ю позицию в рейтинг-листе активных швейцарских шахматистов и 19-е место среди всех шахматистов Швейцарии.

## Изменения рейтинга
| Графики недоступны из-за технических проблем. См. информацию на Фабрикаторе и на mediawiki.org. |